# Рентгеновский хребет Галактики
Рентгеновский хребет Галактики (англ. Galactic ridge X-ray emission) — наблюдаемое проявление структуры Галактики в рентгеновском диапазоне. Рентгеновский хребет Галактики представляет собой протяжённое излучение малой поверхностной яркости, расположенное в виде полосы шириной около 1-2 градусов вдоль галактической плоскости. Согласно последним исследованиям, свечение галактического хребта состоит из излучения большого количества слабых рентгеновских источников, в основном аккрецирующих белых карликов и звёзд с активными коронами.

## История открытия
Рождение рентгеновской астрономии произошло в момент открытия рентгеновского излучения за пределами Солнечной системы, в 1962 году было опубликовано открытие космического рентгеновского фона и ярчайшего источника рентгеновского неба — Скорпион Х-1.
Первые свидетельства того, что в рентгеновском фоне неба присутствует компонента, связанная с нашей Галактикой, начали появляться в начале 1970-х годов. Однако чувствительность и угловое разрешение ранних рентгеновских инструментов не позволяли уверенно различать вклад малого числа ярких источников от протяжённого излучения «хребта» галактики. Фактически открытием рентгеновского «хребта» можно считать результаты наблюдений обсерватории HEAO-1 (NASA). Было показано, что кроме небольшого ряда ярких источников рентгеновского излучения, расположенных вдоль плоскости Галактики, на небе несомненно присутствует протяжённое излучение (в дополнение к практически изотропному космическому рентгеновскому фону), не разрешаемое на том уровне чувствительности на отдельные источники. Общая светимость рентгеновского хребта галактики была оценена в 1038 эрг/сек.
Следующим большим шагом в изучении хребта Галактики стало получение его энергетического спектра при помощи приборов японской обсерватории Tenma. В спектре излучения хребта были обнаружены эмиссионные линии сильноионизированных тяжёлых элементов, что явно указывало на формирование линии в горячей (с температурой в 107−108К) оптически тонкой плазме. Эти результаты в дальнейшем были подтверждены и уточнены при помощи наблюдений различных орбитальных обсерваторий, включая обсерватории последнего поколения Чандра, XMM-Newton, Сузаку. Обнаружение в излучении рентгеновского хребта Галактики линий, характерных для горячей плазмы, создало огромные сложности для понимания природы этого излучения. Основная проблема состояла в том, что если предположить, что протяжённое излучение «хребта» возникает в результате излучения горячей разрежённой плазмы межзвёздной среды Галактики, то у Галактики нет никакой возможности удержать эту плазму в полосе шириной всего 1-2 градуса (толщиной 100—200 пк). Такая горячая плазма должна оттекать из диска Галактики, унося с собой огромную энергию, около 1043 эрг/сек, что фактически превышает энерговыделение всех взрывов сверхновых звёзд.
В жёстком рентгеновском диапазоне измерения «хребта» Галактики сильно осложнены тем, что до 2000-х годов инструменты этого диапазона энергий (>20 кэВ) не имели хорошего углового разрешения, и, следовательно, их измерения могли содержать значительный вклад излучения отдельных галактических и внегалактических источников. По результатам наблюдений спектрометра OSSE обсерватории ComptonGRO утверждалось, что излучение рентгеновского хребта Галактики продолжается в жёсткую рентгеновскую область степенным образом. Обсерватория жёстких рентгеновских и гамма лучей последнего поколения ИНТЕГРАЛ позволила надёжно измерить как карту хребта Галактики в диапазоне 20-100 кэВ, так и его спектр. Было показано, что карта и спектр излучения хребта Галактики в жёстком рентгеновском диапазоне согласуются с предсказаниями модели его формирования в результате сложения излучения большого количества аккрецирующих белых карликов.

## Природа излучения рентгеновского хребта Галактики
Гипотеза о том, что излучение рентгеновского хребта Галактики может состоять из вклада большого количества слабых, индивидуально необнаружимых источников рентгеновского излучения, была высказана практически сразу после его открытия. Однако ввиду отсутствия детального понимания статистики таких источников в Галактике, а также ввиду неразрешимости хребта Галактики на индивидуальные рентгеновские источники в период 1980—2006 годов, основной гипотезой его формирования было излучение горячей плазмы — возможно, со значительным влиянием космических лучей малых энергий.
Первым шагом к решению проблемы о природе излучения хребта Галактики стали работы, в которых были получены его детальные карты. Было показано, что яркость рентгеновского хребта в точности повторяет яркость Галактики в инфракрасном диапазоне, в котором основной вклад дают обычные маломассивные старые звёзды Галактики. Сопоставление рентгеновской яркости хребта в расчёте на единичную массу звёздного населения рассматриваемых областей позволило показать, что необходимое излучение могут создать известные типы источников, а именно белые карлики в двойных системах и звёзды с активными коронами.
Окончательным разрешением проблемы природы рентгеновского хребта Галактики стали результаты сверхглубокого наблюдения области, расположенной на расстоянии примерно 1,5 градуса от центра Галактики, обсерваторией «Чандра». Было показано, что как минимум 88 ± 12 % излучения в диапазоне энергий ~6-7 кэВ создаётся индивидуальными рентгеновскими источниками.

## Излучение «хребта» в других Галактиках
Исследования других галактик при помощи рентгеновских обсерваторий последнего поколения «Чандра» и ХММ-Ньютон показали, что вклад излучения слабых рентгеновских источников (то есть излучения типа «хребта» нашей Галактики) весьма значителен у большой доли незвездообразующих галактик. В частности, он преобладает у галактик М32, М31, NGC 3379.